# Horreum

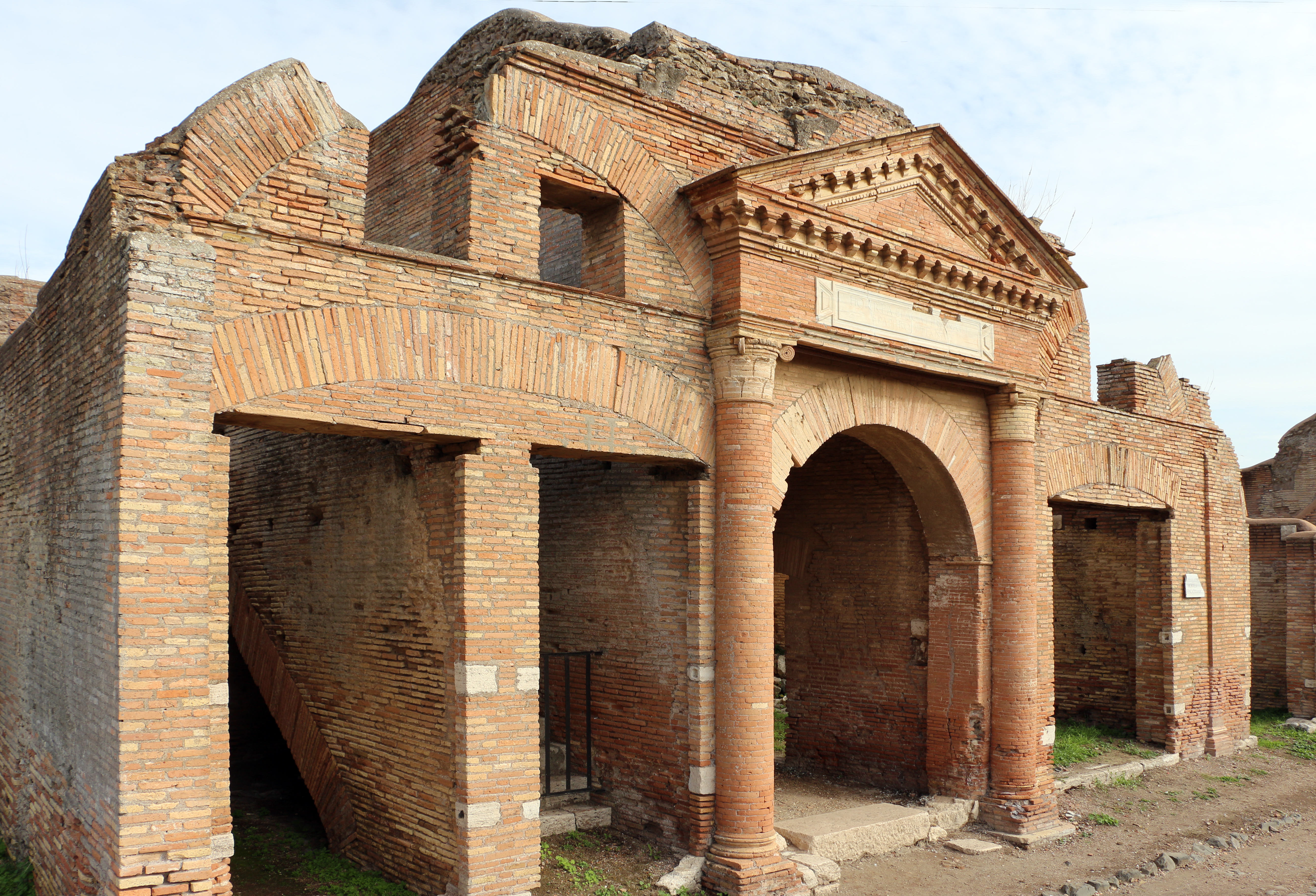
L'Horreum Epagathiana et Epaphroditiana, construïda a Òstia cap al 150 d.C.

L'horreum és un lloc d'emmagatzematge de productes alimentaris, principalment blat, en l'antiga Roma. Aquests edificis solien ser de planta rectangular o quadrangular i el seu interior estava dividit en compartiments. A Roma, es varen construir els primers horrea a la vora del Tíber i allà va ser edificat, al començament de segle ii aC, el més famós de tots: el porticus Aemilia, una gran construcció rectangular de més de 26.000 m² dividida en set naus, al costat de l'Emporium. La seva gran solidesa va permetre que aquests magatzems estiguessin operatius durant més de 500 anys. En el període dels Gracs, es van construir els horrea publica populi Romani per tal de proveir la plebs amb repartiments gratuïts de blat. Al port d'Òstia es van construir grans horrea on s'emmagatzemaven les mercaderies portades per via marítima.